# 格林班克 (西維吉尼亞州)
格林班克（英語：Green Bank）是美國西維吉尼亞州的一個普查规定居民点，位於波托马克高地，阿勒格尼山脉內，透過28號西維珍尼亞州州道對外連接。格林班克天文台坐落于此。靠近雪鞋山滑雪渡假村（Snowshoe Mountain ski resort）。根據2010年美國人口普查，此處有居民143人。
社區名稱源自一個靠近社區原址的綠色河岸。

## 無線電寂靜地帶
格林班克位於美國國立無線電寂靜地帶，即是所有無線電傳輸均受到法律的限制，並由「無線電警察」使用特別儀器偵察使用未授權的電子儀器。另外，世界上最大的完全可動射電望遠鏡格林班克望远镜位於此地，由美国国家射电天文台營運至2016年9月30日。此後望远镜改由格林班克天文台營運，不再隸屬於国家射电天文台。格林班克天文台於1956年建成，首個望遠鏡在1959年啟用，用來尋找外星人。
由於格林班克位於無線電寂靜地帶，許多有電磁波過敏症的人在無線電寂靜地帶尋找新家園。截至2013年，估計36人搬到此地以逃離電磁波。由於此地為無線電寂靜地帶且靠近天文台，因此使用Wi-Fi和手提電話是違法行為。